# Vreemde kostgangers (album)
Vreemde kostgangers is het debuutalbum van de Nederlandse gelegenheidsformatie Vreemde Kostgangers. Het werd live opgenomen voor een geselecteerd publiek in de Wisseloordstudio's I in Hilversum. Volgens het album waren twee sessies voldoende.

## Musici
- Henny Vrienten – basgitaar, zang
- George Kooymans – gitaar, zang
- Boudewijn de Groot – akoestische gitaar, zang
- Tijn Smit – toetsinstrumenten, achtergrondzang
- Martijn Bosman – slagwerk, achtergrondzang

## Muziek
| Nr. | Titel                                              | Duur |
| --- | -------------------------------------------------- | ---- |
| 1.  | Ik ben op weg (T: Vrienten, M: Kooymans)           | 4:35 |
| 2.  | De roeiboot en ik (T en M: de Groot)               | 4:35 |
| 3.  | Hoop (T en M: Vrienten)                            | 4:08 |
| 4.  | Scheiding (T en M: de Groot)                       | 3:16 |
| 5.  | Zoete woede (T: de Groot, M: Kooymans)             | 4;19 |
| 6.  | Vergeet de pijn (T en M: Vrienten)                 | 4:25 |
| 7.  | Horizon (T: de Groot, M: Kooymans)                 | 4:19 |
| 8.  | Touwtje uit de deur (T: Jack Bakkers, M: Kooymans) | 4:50 |
| 9.  | Zwijg en luister (T en M : Vrienten)               | 3:51 |
| 10. | De Roxy (T: de Groot, M: Kooymans)                 | 3:24 |
| 11. | Insomnia (T en M: Vrienten)                        | 4:35 |
| 12. | Paulus Potterlaan (T: Jan Rot, M: de Groot)        | 4:02 |
| 13. | Een vreemd gevoel (T: de Groot, M: Kooymans)       | 4:20 |
| 14. | Nat (T: de Groot, M: Kooymans)                     | 4:21 |

Het album kwam op 4 maart 2017 op plaats nummer 1 binnen in de Album Top 100, waarna het in de weken daarna langzaam wegzakte. Ook in België verkocht het album redelijk met een aantal weken notering in de Ultratop 200 Albums, het bereikte daarin een dertiende plaats.